# Heber Springs
Heber Springs é uma cidade localizada no estado americano de Arkansas, no Condado de Cleburne.

## Demografia
Segundo o censo americano de 2000, a sua população era de 6432 habitantes.
Em 2006, foi estimada uma população de 7064, um aumento de 632 (9.8%).

## Geografia
De acordo com o United States Census Bureau, a localidade tem uma área de 18,0 km², sem área coberta por água. Heber Springs localiza-se a aproximadamente 268 m acima do nível do mar.

## Localidades na vizinhança
O diagrama seguinte representa as localidades num raio de 24 km ao redor de Heber Springs.